# Grammopyga marginicollis
Grammopyga marginicollis är en skalbaggsart som beskrevs av Moser 1904. Grammopyga marginicollis ingår i släktet Grammopyga och familjen Cetoniidae. Inga underarter finns listade i Catalogue of Life.